# Nazionale femminile di hockey su pista del Portogallo
La nazionale di hockey su pista femminile del Portogallo è la selezione femminile di hockey su pista che rappresenta il Portogallo in ambito internazionale.

Attiva dal 1992, opera sotto la giurisdizione della Federazione di pattinaggio del Portogallo.

## Palmarès
- Campionati del mondo: 
  -  2º posto: 1998, 2000, 2008
  -  3º posto: 1996
- Campionati d’Europa: 3
  -  1º posto: 1997, 1999, 2001
  -  2º posto: 2005, 2011, 2013, 2015
  -  3º posto: 2003, 2007